# Neven Budak
Neven Budak (Zagreb, 3. svibnja 1957.), hrvatski je povjesničar i sveučilišni profesor.

## Životopis
Neven Budak rodio se u Zagrebu gdje je završio osnovnu i srednju školu. Sin je književnika Pere Budaka. Diplomirao je povijest na Filozofskom fakultetu u Zagrebu 1979. godine. Četiri mjeseca radio je kao gimnazijski profesor, a zatim se zapošljava na Odsjeku za povijest Filozofskog fakulteta u Zagrebu 1980. gdje radi i danas. Doktorirao je 1991. Od 1995. do 2002. održava nastavu iz urbane povijesti na Srednjoeuropskom sveučilištu u Budimpešti. Od 2000. do 2004. godine bio je dekan Filozofskog fakulteta. Od 1999. predsjednik Hrvatskog nacionalnog odbora za povijesne znanosti.  
Predsjednik 12. Vlade Zoran Milanović imenovao ga je 16. siječnja 2012. godine posebnim savjetnikom predsjednika Vlade za znanost u Uredu predsjednika Vlade Republike Hrvatske. Na toj je poziciji bio zadužen za izradu i provedbu Strategije obrazovanja, znanosti i tehnologije.
Član je Središnjeg savjeta Socijaldemokratske partije Hrvatske.

### Knjige
Autorske knjige:
- Gradovi Varaždinske županije u srednjem vijeku, Koprivnica: Dr. Feletar, (1994).
- Prva stoljeća Hrvatske, Zagreb: Hrvatska sveučilišna naknada, (1994).
- Karlo Veliki, Karolinzi i Hrvati, Split: Muzej hrvatskih arheoloških spomenika, (2001).
- Hrvatska i Slavonija u ranome novom vijeku, Zagreb: Leykam International, (2007).

Uredničke knjige:
- Leksikon hrvatskog nacionalnog odbora za povijesne znanosti (s Kristinom Milković), Zagreb: FF Press, (2004).

Udžbenici:
- Hrvatska povijest srednjeg vijeka (s Tomislavom Raukarom), Zagreb: Školska knjiga, (2006).

## Kontroverze
Prije pada komunizma i demokratskih promjena obavljao je funkciju sekretara Saveza komunista Hrvatske na Filozofskom fakultetu u Zagrebu. Pripadao je skupini unutar Zagrebačkog sveučilišta koja je negodovala kada je za rektora sveučilišta bio odabran Tomislav Ivančić, profesor na Katoličkom-bogoslovnom fakultetu, smatravši da se odabirom osobe s KBF-a za rektora sveučilište stavlja pod utjecaj Katoličke crkve i gubi svoju autonomnost.

## Vanjske poveznice
- Osobna stranica na Odsjeku za povijest Filozofskog fakulteta u Zagrebu